# Campeonato Mundial de Voleibol Feminino de 1956
O Campeonato Mundial de Voleibol Masculino de 1956 foi a segunda edição do torneio organizado pela Federação Internacional de Voleibol (FIVB). Foi realizado em Paris, França, de 30 de agosto a 12 de setembro de 1956. A União Soviética conquistou o título pela segunda vez consecutiva após vencer todos os jogos da fase final. A Romênia ficou com o vice-campeonato e a Polônia com a medalha de bronze.

## Equipes participantes
| Grupo A                                                | Grupo B                                          | Grupo C                                  | Grupo D                                                                       | Grupo E                                                                    |
| ------------------------------------------------------ | ------------------------------------------------ | ---------------------------------------- | ----------------------------------------------------------------------------- | -------------------------------------------------------------------------- |
| Estados Unidos · Israel · Luxemburgo · União Soviética | Alemanha Ocidental · Austrália · China · Polônia | Bélgica · Checoslováquia · Países Baixos | Alemanha Oriental · Predefinição:Country data BGR 1946-1967 Bulgária · França | Brasil · Coreia do Norte · Predefinição:Country data ROU 1952-1965 Romênia |

## Classificação final
1. União Soviética
2. Predefinição:Country data ROU 1952-1965 Romênia
3. Polônia
4. Checoslováquia
5. Predefinição:Country data BGR 1946-1967 Bulgária
6. China
7. Alemanha Oriental
8. Coreia do Norte
9. Estados Unidos
10. Países Baixos
11. Brasil
12. França
13. Bélgica
14. Israel
15. Áustria
16. Alemanha Ocidental
17. Luxemburgo

| Campeonato Mundial de Voleibol Feminino de 1956 |
| Campeão                                         |
| ----------------------------------------------- |
| União Soviética 2º Título                       |